# Eduart
Eduart é um filme de drama greco-albanês de 2006 dirigido e escrito por Angeliki Antoniou. Foi selecionado como representante da Grécia à edição do Oscar 2007, organizada pela Academia de Artes e Ciências Cinematográficas.

## Elenco
- Eshref Durmishi - Eduart
- André Hennicke - Christoph
- Ndriçim Xhepa - Raman
- Ermela Teli - Natasha
- Adrian Aziri - Elton
- Gazmend Gjokaj - Pedro
- Manos Vakousis - Giorgos Harisis
- Edi Mehana - Ali